# Валуев, Яков Петрович
Яков Петрович Валуев (16 ноября 1906 — 14 февраля 1994) — советский государственный и политический деятель, первый секретарь Смоленского городского комитета ВКП(б).

## Биография

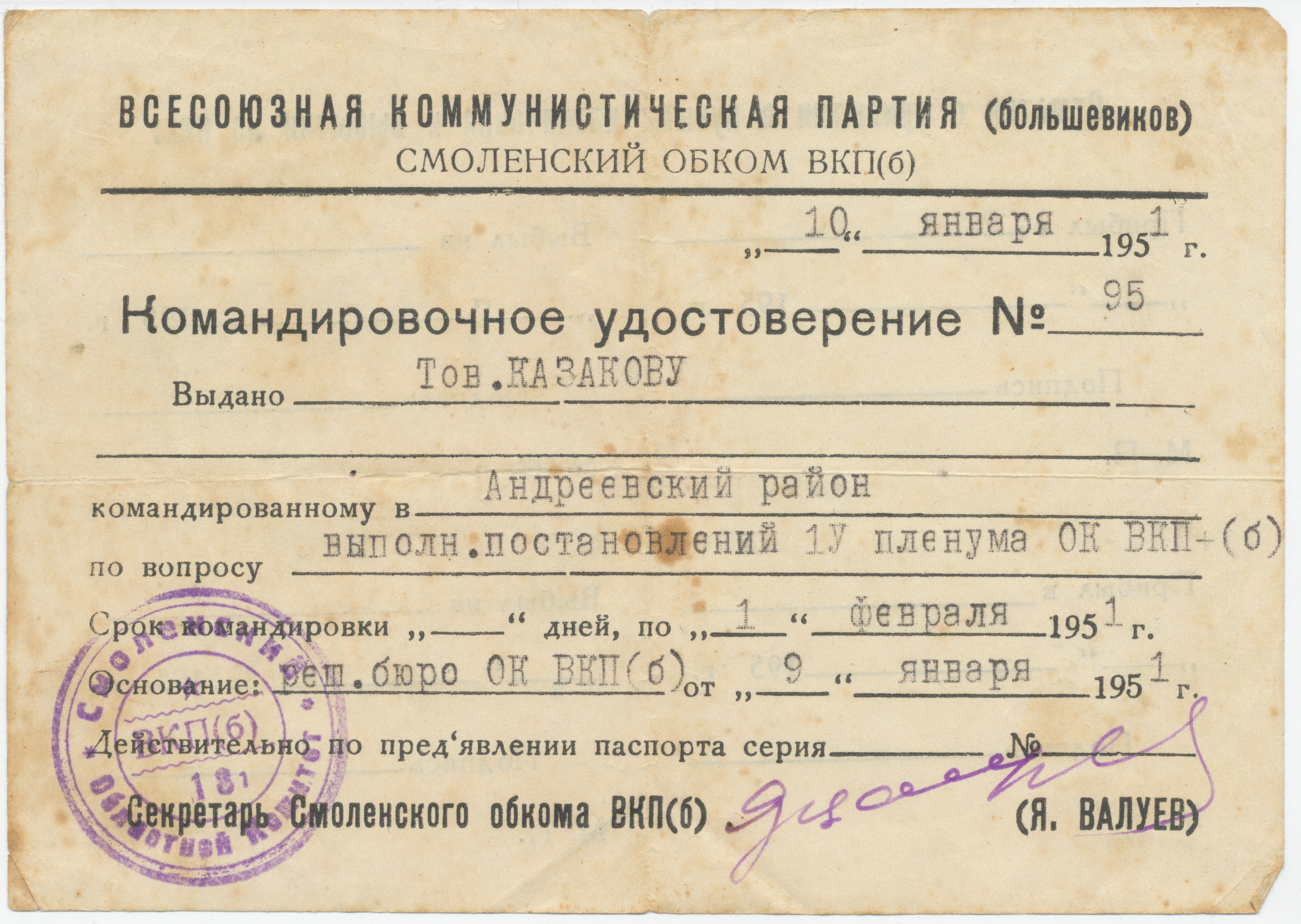
Командировочное удостоверение Смоленского обкома ВКП(б) за подписью секретаря Я. П. Валуева

Родился в 1906 году в Фошне. Член ВКП(б). С раннего возраста работал каменщиком, затем стал секретарём сельского совета, заведующим районо. Позднее стал председателем Мосальского, а затем Ельнинского райисполкома. 
С 1925 года — на общественной и политической работе. В 1925—1968 гг. — каменщик, секретарь сельсовета, заведующий районным отделом народного образования, председатель Мосальского и Ельнинского райисполкомов,
Начало Великой Отечественной войны Валуев встретил в должности первого секретаря Ельнинского городского комитета ВКП(б). C 1942 года руководил Ельнинским подпольным районным комитетом ВКП(б). Организатор партизанского движения: под его непосредственным руководством действовали такие крупные формирования, как партизанские полки имени Сергея Лазо и имени 24-й годовщины РККА.
После освобождения территории – 1-й секретарь Ельнинского райкома ВКП(б), заместитель председателя Смоленского облисполкома, председатель Смоленского горсовета, первый секретарь Смоленского городского комитета ВКП(б) (в 1946–1950), 2-й секретарь Смоленского обкома партии.
В 1957–1968 заведующий отделом административных и торгово-финансовых органов Смоленского обкома КПСС.
Избирался депутатом Верховного Совета РСФСР 2-го, 3-го, 4-го созывов.
Умер в 1994 году в Смоленске.